# Grasnadel
Die Grasnadel (Syngnathus typhle) ist eine häufige Art der Seenadeln (Syngnathidae) im Nordostatlantik und dessen Nebenmeeren.

## Merkmale

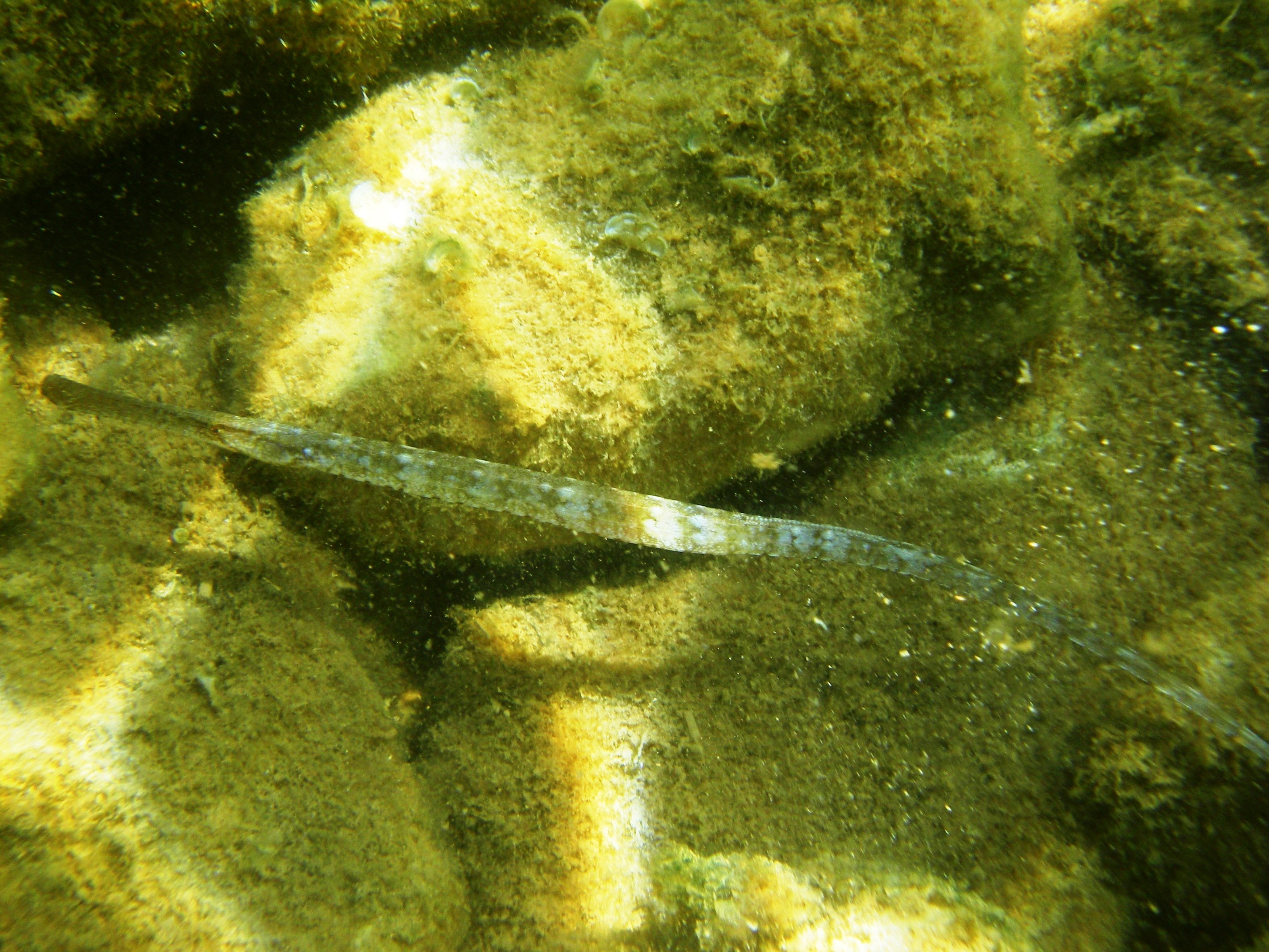

Die Grasnadel hat einen sehr langgezogenen, dünnen Körper und wird bis zu 30 Zentimeter lang. Die Schnauze mit dem oberständigen Maul ist pipettenartig verlängert und seitlich abgeflacht. Der Rücken und die Flanken sind grün bis grau gefärbt. Die weit hinten am Körper ansetzende Rückenflosse besitzt 28 bis 42 Flossenstrahlen, die nur sehr kurze Afterflosse 2 bis 4 und die Brustflossen jeweils 13 bis 17 Strahlen.

## Verbreitung
Die Grasnadel lebt an den Küsten des Atlantischen Ozeans von Nordskandinavien bis Marokko sowie im Mittelmeer und Schwarzen Meer, der Nord- und der westlichen Ostsee.

## Lebensweise
Die Fische leben vor allem an seichten Küsten in Seegras- und Tangwiesen in Tiefen von 4 bis 20 Metern, wobei sie sich im Regelfall senkrecht stehend zwischen dem Tang aufhalten und so gut getarnt sind. Sie ernähren sich von kleinen Wirbellosen, Fischlaich und Jungfischen, die sie mit dem pipettenartigen Maul aufsaugen.
Die Geschlechterrolle der Grasnadeln ist wie bei allen Seenadeln umgekehrt. Die Männchen brüten die Eier aus, die sie von den Weibchen erhalten. Von März bis Oktober werden bis zu 250 Eier mit Hilfe ihrer verlängerten Genitalpapille des Weibchens in die Bruttasche an der Schwanzunterseite des Männchens gelegt. Die Männchen befruchten die Eier. In der Bruttasche werden die Eier mit Sauerstoff und Nährstoffen versorgt. Nach etwa vier Wochen verlassen die nun etwa 25 Millimeter langen Jungfische die Bruttasche.

## Systematik
Die Grasnadel ist eine von 35 anerkannten Arten der Gattung Syngnathus innerhalb der Seenadeln (Syngnathidae).

## Belege